# Grubosz drzewiasty
Grubosz drzewiasty (Crassula arborescens) – gatunek rośliny z rodziny gruboszowatych. Pochodzi z Afryki Południowej. Jest uprawiany w wielu krajach świata jako roślina ozdobna.

## Morfologia
PokrójW warunkach naturalnych krzew wysokości do 4 m. Jest sukulentem. Jako roślina doniczkowa rzadko dorasta do 1 m. Rośnie wolno.
LiścieLiście mięsiste, magazynujące wodę. Okrągławe, srebrzysto-niebieskie, matowe, często z czerwonymi brzegami (u grubosza jajowatego liście są zielone, błyszczące i jajowate).
KwiatyDrobne, różowe, 5-krotne. Pojawiają się na końcach pędów tylko u okazów starszych.

## Zastosowania
- Roślina ozdobna. W Polsce rzadko uprawiany jako roślina pokojowa i często mylona ze znacznie bardziej pospolitym gruboszem jajowatym (drzewkiem szczęścia).